# P.L. Bergansiuskazerne

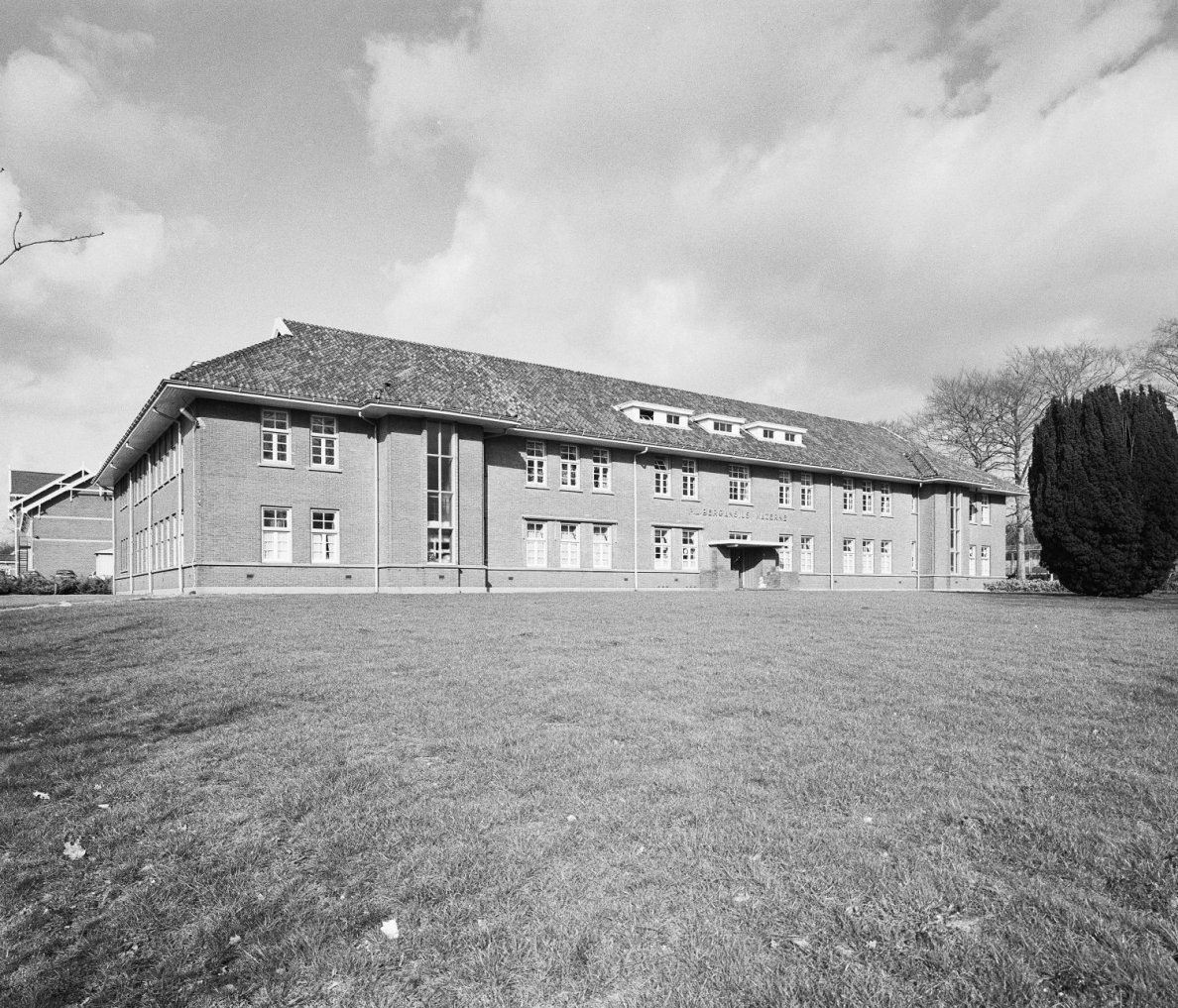
De P.L. Bergansiuskazerne (1995)

De P.L. Bergansiuskazerne is een voormalige legerkazerne in de Gelderse plaats Ede. Hij maakte tot eind 2010 deel uit van het kazernecomplex Prins Mauritskazerne, waartoe ook de Johan Willem Frisokazerne, Mauritskazerne, Van Essenkazerne en Arthur Koolkazerne behoorden.
Het U-vormige gebouw is opgetrokken in zogenaamde zakelijk-expressionistische stijl, met elementen van de Amsterdamse School. De architect is hoogstwaarschijnlijk majoor eerstaanwezend ingenieur E. van der Staay.

## Geschiedenis
De kazerne werd op 28 september 1936 in gebruik genomen en bood onderdak aan 120 leerlingen van de SROBA: School Reserve Officieren Bereden Artillerie. Deze school was eerst ondergebracht in de naastgelegen artilleriekazernes Van Essen- en Kool-, maar kampte met ruimtegebrek. In 1939, tijdens de mobilisatie, verhuisde de SROBA naar Haarlem.
Aan het begin van de Tweede Wereldoorlog was in deze kazerne de Ortskommandantur van de bezetter in Ede gevestigd. Later werd de kazerne bezet door een opleidingscentrum van de Waffen-SS. De kazerne werd, samen met de Kool- en Van Essenkazerne, omgedoopt tot Bismarck-kaserne. Vanaf de bevrijding van Ede in april 1945 tot november van dat jaar waren er Canadezen in de kazerne gelegerd. 
Na het vertrek van de geallieerden werd hier het depot van de Eerste Divisie gevestigd. Van hieruit werd de uitzending van militairen naar Nederlands-Indië gecoördineerd in verband met de politionele acties.
De Kaderschool Geneeskundige Troepen uit Utrecht vond in 1946 een tijdelijk noodonderkomen in de Bergansiuskazerne.
Aan het begin van de jaren ’50 nam de veldartillerie het gebouw weer in gebruik als opleidingscentrum voor alle typen geschut. Dit ten behoeve van het Regiment Veldartillerie van Essen. Dit regiment vertrok in 1953 naar Breda. 
In 1950 was de Bewakingscompagnie Ede tevens gelegerd in de Bergansiuskazerne. In 1955 werd deze bij het Regiment van Heutsz ingedeeld.
Vanaf oktober 1983 werd de Bergansiuskazerne samengevoegd met de van Essen-, Kool-, JWF- en Mauritskazerne tot het Kazernecomplex Ede-West. In oktober 1994 kreeg dit de naam Prins Mauritskazerne.

## Herbestemming
Op 1 januari 2011 heeft Defensie de kazernes overgedragen aan de gemeente Ede. Het terrein is opgenomen in het woningbouwproject "Veluwse Poort". De kazerne is aangemerkt als rijksmonument en zal een prominente plaats krijgen in de nieuwe wijk.

## Naam
De kazerne is genoemd naar generaal-majoor Petrus Leonardus Bergansius (1860-1940), die van 1915 tot 1918 als kolonel diende bij het 1e Regiment Veldartillerie.